# Міцелярні розчини
Міцелярні розчини (англ. micellar solutions, нім. Mizellarlösungen f pl) — розчини поверхнево-активних речовин (ПАР), в яких великі молекулярні (йонні) асоціати (міцели) перебувають у термодинамічній рівновазі з неасоційованими молекулами (йонами).
Такі міцели існують у визначеному для кожної ПАР інтервалі т-р і концентрацій. М.р. — ліофільні колоїдні системи. В М.р. з високополярним, звичайно водним, розчинюючим (дисперсійним) середовищем внутрішню частину міцел утворюють гідрофобні, а зовнішню частину — гідрофільні групи, у випадку неполярних вуглеводневих середовищ усередині міцел зосереджені гідрофільні групи, ззовні — гідрофобні.

## Обернені міцелярні розчини
Обернені міцелярні розчини — рідини глушіння свердловин на вуглеводневій основі — дисперсні системи з дуже низькими значинами міжфазного натягу на границі нафта–вода, які сприяють самовільному приєднанню до них значних об'ємів води (до 20 % від загального об'єму) при необмеженому змішуванні з вуглеводнями.

## Прикладне застосування
У нафтодобувній промисловості М.р. (г.ч. на основі нафт. сульфонатів) використовують при заводненні продуктивних пластів для підвищення їх нафтовіддачі.